# لورين ديغل
لورين آشلي ديغل (بالإنجليزية: Lauren Daigle)‏ ( /ˌdeɪ' ɡl. / ) (ولدت في 9 سبتمبر 1991) هي مغنية وكاتبة أغاني إنجيلية أمريكية في مجال الموسيقى المسيحية المعاصرة. بالإضافة إلى جائزتي غرامي، فازت ديغل بسبعة جوائز دوڤ، خمسة جوائز بيلبورد الموسيقية وجائزتين من جوائز الموسيقى الأمريكية. كانت أربعة من أغانيها الفردية رقم واحد في كريستيان إيربلاي لبيلبورد وهوت كريستيان سونغس.

## ألبومات
| الاسم الأصلي                   | سنة الإصدار |
| ------------------------------ | ----------- |
| How Can It Be                  | 2015        |
| Behold: A Christmas Collection | 2016        |
| Look Up Child                  | 2018        |

## الجوائز

### جوائز الموسيقى الأمريكية
| السنة | المترشح / العمل | الجائزة       | النتيجة |
| ----- | --------------- | ------------- | ------- |
| 2016  | لورين ديغل      | موسيقى معاصرة | رُشِّح     |
| 2017  | لورين ديغل      | موسيقى معاصرة | فوز     |
| 2018  | لورين ديغل      | موسيقى معاصرة | فوز     |

### جوائز بيلبورد الموسيقية
| السنة | المترشح / العمل | الجائزة           | النتيجة |
| ----- | --------------- | ----------------- | ------- |
| 2017  | لورين ديغل      | أفضل فنان مسيحي   | فوز     |
| 2017  | How Can It Be   | أفضل ألبوم مسيحي  | فوز     |
| 2017  | "Trust in You"  | أفضل أغنية مسيحية | رُشِّح     |
| 2019  | لورين ديغل      | أفضل فنان مسيحي   | فوز     |
| 2019  | Look Up Child   | أفضل ألبوم مسيحي  | فوز     |
| 2019  | "You Say"       | أفضل أغنية مسيحية | فوز     |

### جوائز دوڤ
| السنة | المترشح / العمل                             | الجائزة                                      | النتيجة |
| ----- | ------------------------------------------- | -------------------------------------------- | ------- |
| 2015  | لورين ديغل                                  | فنان السنة الجديد                            | فوز     |
| 2015  | "How Can It Be"                             | بوب/أغنية السنة المعاصرة                     | فوز     |
| 2015  | "How Can It Be"                             | أغنية السنة                                  | فوز     |
| 2016  | لورين ديغل                                  | كاتب أغاني السنة                             | فوز     |
| 2016  | لورين ديغل                                  | فنان السنة في صنف الموسيقى المسيحية المعاصرة | رُشِّح     |
| 2016  | لورين ديغل                                  | فنان السنة                                   | فوز     |
| 2016  | "Trust in You"                              | أغنية السنة                                  | رُشِّح     |
| 2016  | "First"                                     | أغنية السنة                                  | رُشِّح     |
| 2016  | "Trust in You"                              | بوب/أغنية السنة المسجلة المعاصرة             | فوز     |
| 2017  | "Come Alive (Dry Bones)"                    | أغنية السنة                                  | رُشِّح     |
| 2017  | لورين ديغل                                  | كاتب أغاني السنة                             | رُشِّح     |
| 2017  | "Hard Love" (Needtobreathe ظهور لورين ديغل) | روك/أغنية السنة المسجلة المعاصرة             | فوز     |
| 2017  | "Come Alive (Dry Bones)"                    | بوب/أغنية السنة المسجلة المعاصرة             | رُشِّح     |
| 2017  | Behold                                      | كريسماس / حفل خاص ألبوم السنة                | رُشِّح     |
| 2018  | "O'Lord"                                    | أغنية السنة                                  | رُشِّح     |
| 2018  | "O'Lord"                                    | بوب/أغنية السنة المسجلة المعاصرة             | رُشِّح     |
| 2019  | "You Say"                                   | أغنية السنة                                  | فوز     |
| 2019  | لورين ديغل                                  | كاتب أغاني السنة (فنان)                      | رُشِّح     |
| 2019  | لورين ديغل                                  | فنان السنة في صنف الموسيقى المسيحية المعاصرة | رُشِّح     |
| 2019  | لورين ديغل                                  | فنان السنة                                   | فوز     |
| 2019  | "You Say"                                   | بوب/أغنية السنة المسجلة المعاصرة             | رُشِّح     |
| 2019  | Look Up Child                               | بوب/ألبوم السنة المعاصر                      | فوز     |

### جوائز غرامي
| السنة | المترشح / العمل | الجائزة                                            | النتيجة |
| ----- | --------------- | -------------------------------------------------- | ------- |
| 2016  | How Can It Be   | أحسن ألبوم موسيقي مسيحي معاصر                      | رُشِّح     |
| 2017  | "Trust in You"  | جائزة جرامي لأفضل أداء موسيقي مسيحي معاصر / أغنية ‏ | رُشِّح     |
| 2019  | "You Say"       | جائزة جرامي لأفضل أداء موسيقي مسيحي معاصر / أغنية ‏ | فوز     |
| 2019  | Look Up Child   | أحسن ألبوم موسيقي مسيحي معاصر                      | فوز     |

## روابط خارجية
- لورين_ديغل على موقع IMDb (الإنجليزية)
- لورين_ديغل على موقع ميوزك برينز (الإنجليزية)
- لورين_ديغل على موقع أول ميوزيك (الإنجليزية)
- لورين_ديغل على موقع ديسكوغز (الإنجليزية)